# Atopophysa lividata
Atopophysa lividata är en fjärilsart som beskrevs av Max Joseph Bastelberger 1909. Atopophysa lividata ingår i släktet Atopophysa och familjen mätare. Inga underarter finns listade i Catalogue of Life.